# Šipnata
Koordinati:   43°50′53″N, 15°29′05″E
Špinata je majhen nenaseljen otoček, ki leži okoli 0,5 km zahodno od Vrgade. Površina otočka je 0,085 km². Dolžina obalnega pasu meri 1,14 km. Najvišji vrh je visok 23 mnm